# Problepsis neumanni
Problepsis neumanni är en fjärilsart som beskrevs av Louis Beethoven Prout 1932. Problepsis neumanni ingår i släktet Problepsis och familjen mätare. Inga underarter finns listade i Catalogue of Life.